# Dimanche sanglant d'Eisleben

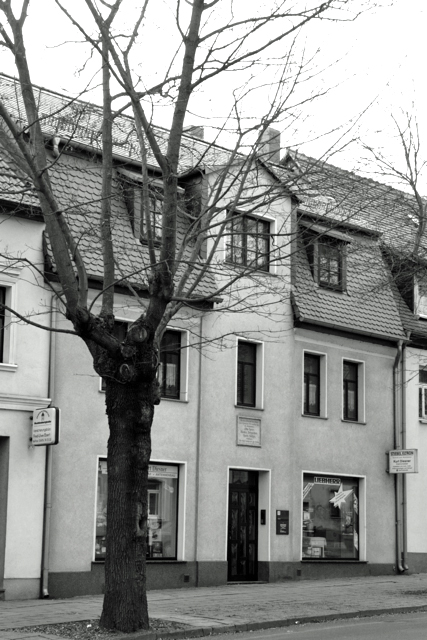
Eisleben, 30, Breiter Weg (en 2010). Avant 1933, la maison s'appelait « bâtiment lutte des classes », de 1933 à 1945 elle devient la « Maison Paul Berck ».

A Eisleben, en Allemagne, le 12 février 1933, lors d'une manifestation à laquelle participent 600 membres de la SA et de la SS, le « Bâtiment de la lutte des classes » (siège local du KPD) et le gymnase d'un club de sport du mouvement ouvrier sont pris d'assaut. Les hommes de la SA et de la SS tirent sur les personnes présentes et les frappent avec des outils. Trois membres du KPD, Otto Helm, Walter Schneider et Hans Seidel, sont assassinés et 24 autres grièvement blessés. Dans le camp nazi, le SS Paul Berck meurt durant l'évènement et est considéré comme martyr par le nationaux-socialistes.

## Déroulement des faits
Pendant la République de Weimar, Eisleben était un bastion du KPD, qui y a toujours obtenu des votes supérieurs à la moyenne, à partir de 1924, lors des élections du Reichstag. Le 29 janvier 1933, un jour avant la nomination d'Hitler au poste de chancelier, la ville est le théâtre d'un rassemblement du KPD sous la devise « Combattez avec nous dans le front uni contre le fascisme ». Des membres du SPD et du Reichsbanner se sont joints au rassemblement qui a réuni 1500 participants.
Les SA et SS ont programmé une grande manifestation régionale, le 12 février 1933 à 14 heures à Eisleben. Parmi les participants figurent le Gauleiter Rudolf Jordan (Gauleiter) (de), ainsi que le Kreisleiter Ludolf-Hermann von Alvensleben, qui deviendra par la suite l'adjudant en chef de Himmler et sera impliqué dans des exécutions massives en Pologne et en URSS pendant la Seconde Guerre mondiale, des députés au Reichstag du NSDAP et le futur commissaire des sports du Reich Hans von Tschammer und Osten.

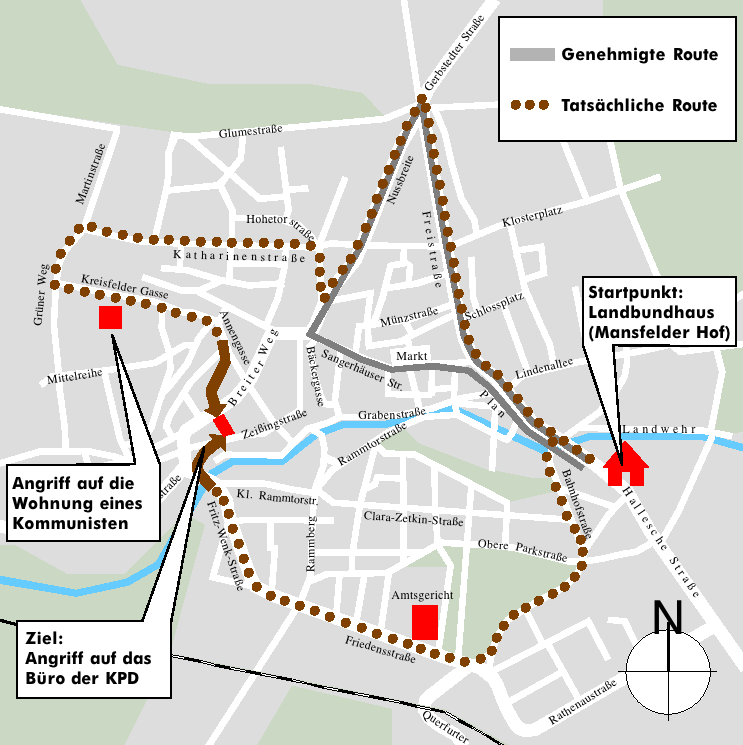
Plan montrant le déploiement des SA et des SS pour attaquer le bureau du KPD (d'après Kurt Lindner).

Les avis divergent en ce qui concerne le parcours exact de la manifestation : Kurt Lindner, qui dirigeait une conférence du KPD sur les prochaines élections du Reichstag dans le gymnase des ouvriers ce jour-là, parle de deux cortèges de manifestants convergeant vers les bâtiments. Le gymnase de la Zeissingstrasse est attaqué par un cortège venant du sud. Le « bâtiment de la lutte des classes » à Breite Weg est attaqué par un deuxième cortège venant du nord. Les deux bâtiments sont reliés par une cour commune. Au moment de l'attaque, des responsables du KPD, une garde composée de 15 à 20 athlètes fréquentant le gymnase et une trentaine de jeunes de 13 à 14 ans se trouvent dans les bâtiments. Un événement est prévu pour les jeunes fréquentant le gymnase, dans l' après-midi dans le cadre de la Jugendweihe (de), fête  laïque calquée sur le modèle de la confirmation chrétienne. Selon les constatations du tribunal de grande instance de Halle dans un jugement rendu le 3 août 1949 un cortège de manifestants mêlant deux groupes SS et un groupe SA s'est formé au point de rendez-vous. La plupart des participants sont équipés de pistolets, de pelles ou de pioches. Au cours de la marche à travers Eisleben, les membres des SA et des SS ont déchiré les insignes des organisations antifascistes des vêtements des passants. À Kreisfelder Gasse, les participants à cette manifestation font irruption dans l'appartement d'un antifasciste bien connu et saccagent l'habitation. En venant d'Annengasse, la manifestation est passée devant le « bâtiment de la lutte des classes » puis via Kasseler Straße a atteint Zeißingstraße et son gymnase. L'attaque contre le complexe de bâtiments se déroule simultanément des deux côtés : lorsque la tête du cortège attaque le gymnase, la queue s'en prend au siège du KPD.
Selon un rapport du procureur de février 1933, le SS Paul Berck est abattu dans le couloir du « bâtiment de la lutte des classes ». Selon le jugement de 1949 des membres des SA et des SS ainsi que la police entrent dans le bâtiment. En raison de l'attaque simultanée des deux côtés, il n'y avait aucune possibilité d'évasion pour les communistes présent qui sont lynchés : les blessures sont principalement des blessures à la tête causées par des coups de bêche. Parmi les blessés figurait le secrétaire de district du KPD, Bernard Koenen (de), qui perd un œil. D'après les témoignages recueillis en 1949, cinq communistes se sont enfuis par le toit du gymnase. Un SS a ensuite obligé les communistes encore présents à sauter du toit du gymnase, sous la menace d'un pistolet. L'un des jeunes présents dans le gymnase reçoit deux balles dans la tête, ce qui lui fait perdre l'usage d'un œil. Un autre témoin a eu trois doigts coupés à coups de bêche.
Selon un article du quotidien local Eisleber Tageblatt du 13 février, les affrontements au siège du KPD ont duré une heure. La manifestation s'est ensuite déplacée vers la place du marché, où le chef de district Ludolf-Hermann von Alvensleben a prononcé un discours à la mémoire du SS Berck abattu. Il prononce aussi de graves allégations contre le chef de la police d'Eisleben, Ueberschär, qui a refusé de faire fouiller le « bâtiment de la guerre des classes » avant les affrontements. Le chef de la police est temporairement suspendu de ses fonctions par ordre du ministre de l'Intérieur.

## Conséquences

### Au temps du national-socialisme
Immédiatement après les faits, la police d'Eisleben et la préfecture de police de Halle-sur-Saale ouvrent des enquêtes. Selon le rapport du procureur général Luther, daté du 13 février 1933, la manifestation du parti nazi n'était pas censée passer devant les deux bâtiments attaqués. Un groupe de SS qui marchait en fin de cortège a soudainement fait irruption dans le « bâtiment de la lutte des classes ». Lors de la fusillade qui a suivi dans la maison et dans l'arrière-cour, des coups de feu ont été tirés par les nazis et les communistes ainsi que par la police.
Au même moment, le responsable de la manifestation était devant le gymnase. Un coup de feu a été tiré depuis le toit du gymnase. Les membres de la SA situés au milieu du cortège sont alors entrés dans le bâtiment et ont blessé les quelque 25 personnes qui s'y trouvaient avec des outils. Le procureur Luther a décrit les enquêtes comme « extrêmement difficiles car l'identité des nazis impliqués est inconnue et les communistes blessés à l'hôpital.
Dans un second rapport daté du 20 février 1933, le procureur Luther a présenté un récit partiellement différent de l'évènement. La manifestation nationale-socialiste est restée sur l'itinéraire prévu et approuvé par les autorités, lorsqu'elle est passée devant le bâtiment de la lutte des classes. Un ou deux coups de feu ont été tirés sur les nazis depuis l'intérieur du bâtiment avant qu'ils ne prennent d'assaut la maison. le 22 mars, Luther a décrit l'enquête comme étant en grande partie terminée. Onze des douze communistes arrêtés sont libérés parce qu'il n'y avait aucune preuve contre eux. Deux autres sont recherchés. Luther ne croyait pas que le KPD ait planifié une action violente contre les manifestants et a décrit les tirs sur les nazis comme des initiatives individuelles.
Le ministère de la Justice annonce le 5 avril 1933 que le résultat de l'enquête du procureur est « complètement insatisfaisant »,  demande l'arrestation des personnes libérées et suggère de les mettre en garde à vue.
Dans un autre rapport daté du 8 avril, le procureur principal Luther souligne que les déclarations de dirigeants nazis, dont le chef de district von Alvensleben et Gauleiter Jordan, manquent toujours à l'appel. Il s'insurge en même temps contre les articles parus   dans la presse nationale-socialiste selon lesquels il mènerait des enquêtes à charge contre le NSDAP. Impliqué dans le traitement des crimes politiques depuis 1921, il appartient au département politique du parquet du Reich qui lutte contre les communistes, les traîtres et les séparatistes.
Le 27 avril 1933, le bureau du procureur général a fait part de sa préoccupation au ministère de la Justice face à l'inculpation des communistes pour sédition et trouble à l'ordre public. Selon d'autres rapports du procureur général, aucune arme à feu n'a été trouvée sur les communistes arrêtés. Il n'y a aucune preuve - comme initialement signalé - que les manifestants nazis aient fait l'objet de tirs depuis le toit du gymnase.
Le 1er juin 1933, le jury de Halle condamne Eduard Rechner à huit ans et demi de prison pour homicide involontaire et usage d'armes. Eduard Rechner était présent dans le « bâtiment de la lutte des classes » ; il a été accusé de la mort du SS Paul Berck. Après avoir purgé sa peine de prison, pour ce crime, Eduard Rechner aurait été incarcéré dans les camps de concentration de Mauthausen et de Dachau jusqu'en 1945. Il est le seul condamné sous le IIIème Reich au titre de ces événements.
Le SS Paul Berck est devenu un « martyr »  pour les nationaux-socialistes. Il est enterré en présence de 15 000 nazis, à Eisleben. Plusieurs rues sont baptisées en son honneur dont l'actuelle Paul-Suhr-Straße à Halle. En outre, le groupe local NSDAP à Eisleben et la 26e section SS  portent son nom. Le « bâtiment de la lutte des classes » est renommé « Paul-Berck-Haus » et le Breite Weg devient la Paul-Berck-Straße. À Eilenburg, un lotissement construit à partir de 1938 reçoit le nom de Paul-Berck-Siedlung  (depuis 1946, il s'appelle Karl-Marx). Dans un discours, le chef du conseil municipal d'Eisleben et plus tard commandant du camp de concentration de Majdanek, Hermann Florstedt, a décrit Berck comme un « exemple de dévotion » qui devrait guider les nationaux-socialistes « dans la poursuite de la lutte pour l'achèvement du Troisième Reich ».

### Révision à l'époque de la RDA

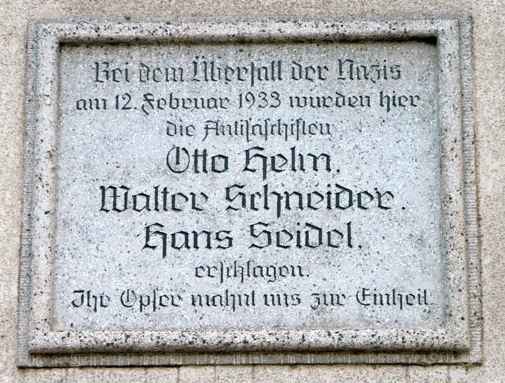
Plaque commémorative pour les trois antifascistes qui ont été tués sur la maison du 30, Breiter Weg à Eisleben.

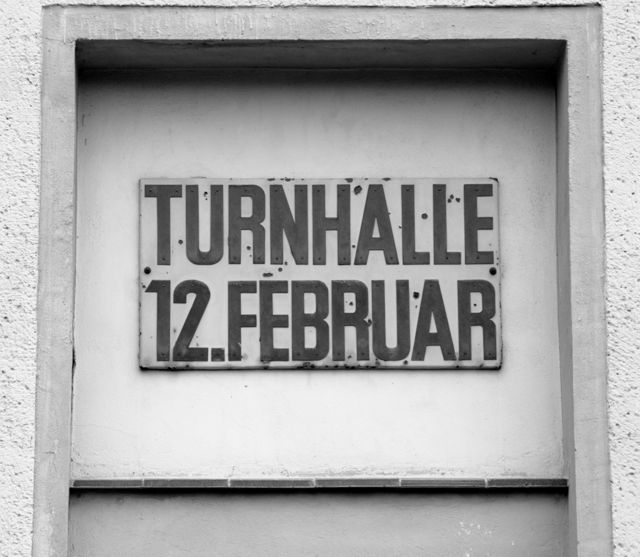
Plaque commémorative « Gymnase 12. Février » à Zeissingstraße 19 à Eisleben.

Après la fin de la guerre, des accusations et de crimes contre l'humanité ont été portées contre 31 participants nazis à la manifestation et deux policiers. Le tribunal de grande instance de Halle a condamné le 3 août 1949 un accusé à la réclusion à perpétuité ; 30 autres ont été condamnés à des peines de prison allant d'un à douze ans. Deux accusés ont été acquittés. Selon le verdict, la manifestation était une « attaque planifiée contre les ouvriers antifascistes d'Eisleben ». Le verdict déplore « que les meneurs [...] n'aient pas pu être jugés maintenant parce qu'ils se cachent ou se croient en sécurité dans l'ouest de l'Allemagne.
Les trois athlètes qui ont été tués durant ce dimanche sanglant - Walter Schneider, Hans Seidel et Otto Helm - ont été inhumés lors d'une cérémonie officielle à l'ancien cimetière le 8 juillet 1945. À l'époque de la RDA, la Eisleber Bahnhofsstraße porte le nom de Bernard Koenen, qui avait émigré en Union soviétique à la suite du dimanche sanglant.

### Commémorations ultérieures
Depuis la réunification, chaque année des événements commémoratifs sont organisés par l'Association des victimes du régime nazi (VVN-BdA) au vieux cimetière d'Eisleben. Parmi les conférenciers :  l'historien Hans Coppi Jr. (en) (2002), les personnalités politiques Angelika Klein (de) (2007) et Heinrich Fink (2008).